# 化学的去勢
化学的去勢(かがくてききょせい、英語:Chemical castration)とは、性欲や性的活動の抑制、癌の治療、その他の目的の為に、性欲抑制剤を用いた去勢のことを指す。 性腺が体内の切開によって除去される外科的去勢とは異なり、化学的去勢は臓器を除去せず、滅菌も行わない。化学的去勢は、治療の停止により概ね可逆的であるが、一方DMPAの使用期間とともに骨密度の低下が進む場合のように、身体の化学的性質に永続的な影響が見られる場合がある。
薬物の効果を利用して性犯罪者の性的欲求や性衝動を抑制することで再犯を防止する治療法としても用いられ、物理的（外科的）な去勢を残虐と考える国でも許容されている。

## 効果

### 男性について
男性に使用すると、これらの薬は性欲、強迫的な性的空想、および性的興奮の能力を低下させる可能性がある。生命を脅かす副作用はまれだが、一部の服用者は体脂肪の増加と骨密度の低下を示し、心血管疾患と骨粗鬆症の長期的なリスクを高める。また、女性化乳房を経験することもある(化学的去勢が女性化エストロゲン療法と組み合わされない限り、完全な発達はあまり一般的ではない)。

### 女性について
女性に使用した場合、効果は男性の場合と似ているが、ほとんどの研究は男性に焦点を当てているため、女性の性欲や女性特有の性的興奮を化学的に低下させることについての研究は少ないものの、抗アンドロゲンホルモン療法は、女性における性欲や性的興奮の要因であるテストステロンを低下させる可能性がある。これらの薬はまた、乳房腺を収縮させ、乳首のサイズを拡大させる。また、骨量の突然の縮小と唇の変色、体毛の減少、および筋肉量の減少も見られる。

## がんの治療
化学的去勢の主な医学的用途は、一部の前立腺がんなどのホルモン依存性がんの治療であり、外科的去勢の実施に大きく取って代わっている。
化学的去勢には、酢酸シプロテロン、フルタミド、またはゴナドトロピン放出ホルモンアゴニストなどの抗アンドロゲン薬の投与が含まれる。